# Wireless Datagram Protocol
WDP o Wireless Datagram Protocol es un protocolo usado en la capa inferior de la pila de protocolos WAP 1. Ofrece un servicio funcionalmente equivalente al de la capa de transporte datagrama de Internet UDP. La misión básica de WDP es la de ofrecer a las capas superiores un servicio uniforme, que les oculte los mecanismos usados por la red móvil sobre la que se implanta WAP para transferir datos. Esto permite que los protocolos de WAP puedan funcionar independientemente de la red móvil usada: GSM, GPRS, TETRA, etc.